# Joseph de Zúñiga y Zérda
Pour les articles homonymes, voir Zerda.
Joseph de Zúñiga y Zérda était gouverneur de la Floride lors de la guerre de Succession d'Espagne de 1701 à 1714.

## Historique
Joseph de Zúñiga y Zérda prit le commandement du poste de Castillo de San Marcos à St. Augustine en 1700. Les Amérindiens étaient amis des Espagnols et ont combattu à leur côté lors de l'invasion anglaise par James Moore en 1702. Le gouverneur ordonné aux habitants de la ville au fort le 27 octobre 1702, et envoya des messagers avec des appels à l'aide à Pensacola, La Havane et à Mobile tenu par les Français.